# Paolo Andreucci
Paolo Andreucci (ur. 21 kwietnia 1965 w Castelnuovo di Garfagnana) – włoski kierowca rajdowy. Był czterokrotnym mistrzem Włoch.
W 1989 roku Andreucci zadebiutował w Rajdowych Mistrzostwach Świata. Pilotowany przez Carla Cassinę i jadący Lancią Deltą Integrale zajął wówczas 8. miejsce w klasyfikacji generalnej Rajdu Portugalii i 2. miejsce w grupie N. W swojej karierze łącznie wystartował w 9 rajdach Mistrzostw Świata, w tym ośmiokrotnie w Rajdzie Włoch za kierownicą takich samochodów jak: Renault Clio Williams, Renault Mégane Maxi, Subaru Impreza WRC, Ford Focus WRC i Fiat Punto S1600.
Karierę rajdową Andreucci rozpoczął w 1987 roku, gdy wystartował Renault 5 GT Turbo w Rally del Ciocco. W kolejnych latach startował zarówno w rajdach o mistrzostwo Włoch, jak i o Mistrzostwo Europy. W 1999 roku jadąc Subaru Imprezą WRC zajął w Mistrzostwach Europy 3. miejsce za rodakiem Enrico Bertone i Czechem Pavlem Siberą, wygrywając wówczas jeden rajd o współczynniku 20 - Rajd Piancavallo. W 2000 roku ponownie był trzeci w mistrzostwach kontynentu - tym razem przegrał w klasyfikacji generalnej z Duńczykiem Henrikiem Ludngaardem i Belgiem Brunem Thirym. W 2001 roku wywalczył swoje pierwsze w karierze mistrzostwo Włoch za kierownicą Forda Focusa WRC. W 2003 roku po raz drugi został mistrzem kraju (jadąc Fiatem Punto S1600), w 2006 - po raz trzeci (samochód: Fiat Punto Abarth S2000), a w 2009 roku - po raz czwarty (samochód: Peugeot 207 Super 2000).

## Występy w mistrzostwach świata
| Rok  | Rajd                                | Pilot                | Samochód               | Pozycja                         |
| ---- | ----------------------------------- | -------------------- | ---------------------- | ------------------------------- |
| 1989 | Rajd Portugalii                     | Carlo Cassina        | Lancia Delta Integrale | 8. miejsce (2. miejsce w gr. N) |
| 1994 | Rajd San Remo                       | Simona Fedeli        | Renault Clio Williams  | 13. miejsce                     |
| 1995 | Rajd San Remo (samochody 2-litrowe) | Simona Fedeli        | Renault Clio Williams  | 10. miejsce                     |
| 1996 | Rajd San Remo                       | Simona Fedeli        | Renault Mégane Maxi    | 12. miejsce                     |
| 1997 | Rajd San Remo                       | Simona Fedeli        | Renault Mégane Maxi    | nie ukończył                    |
| 1998 | Rajd San Remo                       | Simona Fedeli        | Renault Mégane Maxi    | nie ukończył                    |
| 1999 | Rajd San Remo                       | Giovanni Bernacchini | Subaru Impreza WRC     | nie ukończył                    |
| 2000 | Rajd San Remo                       | Giovanni Bernacchini | Subaru Impreza WRC     | nie ukończył                    |
| 2001 | Rajd San Remo                       | Alessandro Giusti    | Ford Focus WRC         | nie ukończył                    |
| 2004 | Rajd Sardynii                       | Anna Andreussi       | Fiat Punto S1600       | 10. miejsce                     |